# Kontratenor
Kontratenor je u višeglasnim skladbama od 14. do 16. stoljeća bio naziv za dionicu kontrapunktski suprotstavljenu tenoru. Kasnije, u barokno doba, to je postao i naziv za muški pjevački glas, čiji vokalni raspon odgovara altu, mezzosopranu ili (rjeđe) sopranu. Kontratenor je najrjeđi i najviši muški glas.
Neki od najpoznatijih kontratenora su Charles Brett, Jochen Kowalski, Philippe Jaroussky, Bejun Mehta, Lawrence Zazzo, Paulin Bündgen, Sébastien Fournier i Max Emanuel Cenčić i Jakub Józef Orliński.    

## Vanjske poveznice
- kontratenor Hrvatska enciklopedija. LZMK
- LZMK / Proleksis enciklopedija: kontratenor